# Суипача (муниципалитет)
Муниципалитет Суипача  (исп. Partido de Suipacha) — муниципалитет в Аргентине в составе провинции Буэнос-Айрес.
Территория — 950 км². Население — 10081 человек. Плотность населения — 10,63 чел./км².
Административный центр — Суипача.

## География
Департамент расположен в центральной части провинции Буэнос-Айрес.
Департамент граничит:
- на северо-западе — c муниципалитетами Чакабуко, Кармен-де-Ареко
- на северо-востоке — с муниципалитетом Сан-Андрес-де-Хилес
- на востоке — с муниципалитетом Мерседес
- на юге — с муниципалитетом Наварро
- на юго-западе — с муниципалитетом Чивилькой

## Важнейшие населенные пункты[2]
| № | Населённый пункт | Населённый пункт (исп.) | Категория | Население чел. (2010) | На карте                        |
| - | ---------------- | ----------------------- | --------- | --------------------- | ------------------------------- |
| 1 | Суипача          | Suipacha                | город     | 8403                  | 34°46′17″ ю. ш. 59°41′11″ з. д. |
| 2 | Хенераль-Ривас   | General Rivas           | поселок   | 478                   | 34°36′32″ ю. ш. 59°45′03″ з. д. |